# Franciszek Maryewski
Franciszek Maryewski (ur. 10 października 1848 w Warszawie, zm. 4 marca 1925 w Krakowie) – polski ekonomista, działacz samorządowy, dyrektor zakładów przemysłowych, będących własnością Maurycego Barucha. W latach 1882–1900 radny miasta Podgórza a w latach 1900-1915 ostatni burmistrz miasta.

## Życiorys
W latach 1859–1860 pobierał nauki w pywatnej szkole męskiej w Warszawie. W 1868 r. wyjechał do Podgórza, gdzie rozpoczął pracę w zakładach Maurycego Barucha, początkowo jako urzędnik, później zaś jako dyrektor zakładów. W 1882 r. został wybrany radnym Miasta Podgórza. 1 marca 1900 r. został burmistrzem miasta.

### Prezydentura Miasta Podgórza
Za jego rządów wybudowano nowy kościół parafialny, kilka szkół miejskich, wprowadzono oświetlenie uliczne i elektrownię. W 1911 r. zaprowadzono w Podgórzu sieć wodociągową i kanalizacyjną. W 1913 r. rozpoczęto budowę gimnazjum miejskiego przy ul. Krzemionki.
W porozumieniu i współpracy z samorządem Krakowa kontynuowano za kadencji Maryewskiego budowę III mostu na Wiśle i bulwarów wiślanych. Za jego rządów założono również nowy cmentarz Podgórski. W 1910 r. zbudowano także podgórską halę targową oraz nieistniejącą dziś chłodnię na rogu dzisiejszych ulic Kalwaryjskiej i Legionów.
W początkowej fazie wdrażania planów połączenia Krakowa z Podgórzem burmistrz Maryewski był przeciwnikiem tej idei, argumentując swoje stanowisko m.in. różnicami w opodatkowaniu na korzyść mieszkańców Podgórza. Ostateczną zgodę Maryewski wraz z Radą Miasta wyrazili dopiero w 1913 r. w obliczu nadchodzącej wojny, a burmistrz uczestniczył osobiście w uroczystym akcie połączenia się obydwu miast 4 lipca 1915 r. na III Moście (dziś znajduje się tam most Powstańców Śląskich).
W 1900 wybrany do Sejmu Krajowego z okręgu Podgórze-Wieliczka, był posłem VII, VIII, IX I X kadencji reprezentował Klub Demokratyczny. Wieloletni prezes Związku Miast Małopolski, wiceprezes Rady Nadzorczej Banku Krajowego. 2 marca 1910 otrzymał tytuł obywatelstwa honorowego Podgórza. Po przyłączeniu Podgórza do Krakowa był wiceprezydentem Krakowa. Funkcję tę pełnił do połowy 1916 roku, gdy został mianowany dyrektorem Banku Odbudowy kraju we Lwowie. Pełnił tę funkcję do 1924 roku. Mąż Wandy Serkowskiej córki Emila Serkowskiego. Pochowany został na starym cmentarzu w Podgórzu w grobowcu rodziny Serkowskich.

## Odznaczenia
- Kawaler Orderu Franciszka Józefa – Austro-Węgry (1903)[8].